# Seppälänsaari (ö i Birkaland)
Seppälänsaari är en ö i Finland. Den ligger i sjön Koljonselkä och i kommunen Orivesi i den ekonomiska regionen Tammerfors och landskapet Birkaland, i den södra delen av landet, 170 km norr om huvudstaden Helsingfors. Öns area är 5,9 hektar och dess största längd är 350 meter i sydöst-nordvästlig riktning.